# Arcadio Tudela y Martínez
Arcadio Tudela y Martínez (Beniganim, 1840-1885), fue un político español y terrateniente del siglo XIX, diputado a las Cortes Españolas durante la restauración borbónica

## Reseña biográfica
Este ilustre español, nació en el seno de una familia con grandes propiedades en Benigànim. Él empezó trabajando como secretario en el ayuntamiento de su localidad natal, Benigànim.
En 1867 se trasladó a Valencia, donde trabajó como administrador de los bienes de la marquesa de Malferit. Durante el sexenio democrático apostó por la restauración borbónica, tras el golpe de Estado de Arsenio Martínez Campos fue nombrado regidor del ayuntamiento de Valencia e incluso alcalde accidental.
Fue miembro del Partido Conservador, y elegido diputado por el distrito de Serranos en las elecciones de 1876, derrotándolo Emilio Castelar. Así como por el de Valencia a las de 1879. En las elecciones generales de 1884 fue elegido diputado por el distrito de Albaida en sustitución de Luis Mayans y Enríquez de Navarra, pero al año siguiente sufrió un ataque cerebral que le obligó a retirarse de la política, y murió poco después.